# Andris Bērziņš (1951)
Acest articol se referă la un om politic leton născut în anul 1951, prim-ministrul Letoniei între anii 2000-2002. A nu se confunda cu Andris Bērziņš
Andris Bērziņš (n. 4 august 1951, Riga, Republica Sovietică Socialistă Letonă, URSS) este un om politic leton, prim-ministru al Letoniei între 5 mai 2000 - 7 noiembrie 2002. El este membru al partidului „Calea letonă”.
În trecut Bērziņš a ocupat funcțiile de ministru al muncii (1993-1994), vicepremier și ministru al asistenței sociale (1994-1995) și de primar al capitalei Riga între anii 1997-2000.
Andris Bērziņš este membru de onoare al Fondului internațional Raoul Wallenberg. 